# Wüstenfelden
Wüstenfelden ist ein Ortsteil der Gemeinde Castell im unterfränkischen Landkreis Kitzingen.

## Geografische Lage
Das Dorf Wüstenfelden befindet sich im Süden des Casteller Gemeindegebietes. Nördlich liegt der Ortsteil Greuth, im Nordosten beginnt das Gebiet des Marktes Geiselwind. Südöstlich und südlich befindet sich der Landkreis Neustadt an der Aisch-Bad Windsheim, im Nordwesten und Westen Castell. In der Gemarkung des Dorfes befindet sich der Sandberg, der mit 481 m zu den zehn höchsten Erhebungen des Steigerwaldes zählt.
Die nächstgelegenen größeren Städte sind die ehemalige Kreisstadt Scheinfeld mit einer Entfernung von etwa 10 Kilometern und die Große Kreisstadt Kitzingen, die ungefähr 15 Kilometer entfernt ist.

## Geschichte
Das Dorf Wüstenfelden erhielt seinen Ortsnamen wegen der wüst liegenden Felder nach der Rodung. Hier errichteten die ersten Siedler ihre Häuser. Wüstenfelden wurde als geplantes Rodungsdorf errichtet, die ursprüngliche Parzellenstruktur ist noch heute erkennbar. Andere Deutungen gehen davon aus, dass sich auf dem nahen Schlossberg ein Heiligtum der germanischen Göttin „Westa“, „Wista“ oder „Vesta“ befunden hat. 
Erstmals erwähnt wurde „Wustvildin“ im Jahr 1248. Der Ortsname veränderte sich in der Folgezeit stetig, so wurde das Dorf 1497 „Wüstefeld“ genannt. Wüstenfelden wurde im Teilungsvertrag von 1258 unter den Brüdern Heinrich II. und Hermann I. zu Castell aufgeteilt, sodass das Dorf jahrhundertelang zwei Bürgermeister besaß. Mit einer wichtigen Trinkwasserquelle ausgestattet, war das Dorf für beide Linien des Hauses Castell wichtig und versorgte die gesamte Grafschaft mit Wasser.
Die Linie des Grafen Heinrich verpfändete ihre Besitzungen später an die Markgrafen von Ansbach. Der nördliche Teil des Dorfes, bisher in den Händen der Nachfahren des Grafen Hermann, wechselte im Jahr 1457 den Besitzer. Graf Wilhelm II. zu Castell trat das Dorf als Lehen an den Fürstbischof von Würzburg ab. Während der Reformation wirkte sich die Dorfteilung besonders negativ aus. Der Würzburger Teil blieb katholisch, Ansbach wurde evangelisch. Erst 1546 wurde die Konfession den Bewohnern freigestellt.
Bis 1555 war Wüstenfelden endgültig ein überwiegend lutherisches Dorf geworden. Seit 1584 wurde das Dorf pfarrlich der Kirche in Castell unterstellt. Zuvor wurde der Ort von Stierhöfstetten betreut. Erst 1680 gelang es Graf Wolfgang Dietrich zu Castell-Remlingen das Dorf wieder in den Besitz der Grafen zurückzuholen. Vier Jahre später, 1684, wandelte man das vorerst nur als Lehen erworbene Dorf in ein Allodialgut der Grafen zu Castell um.
Im Zuge der Mediatisierung zu Beginn des 19. Jahrhunderts kam Wüstenfelden an das Königreich Bayern. Wüstenfelden wurde im Jahr 1977 Teil der Großgemeinde Castell. Vor dem Beitritt gelang es der Gemeinde Wüstenfelden einige Verbesserungen in der Infrastruktur durchsetzen. Inzwischen war die Trinkwasserquelle der alten Grafschaft wegen hoher Nitratwerte belastet und so schloss man Wüstenfelden bis ins Jahr 1992 an die Fernwasserversorgung Franken an.

## Erzählung
In Wüstenfelden war es ein alter Brauch, gemeinsam das gesammelte Flachs zu spinnen und auch die Menschen aus den umliegenden Dörfern nutzten diese Gelegenheit für den Austausch mit dem Steigerwalddorf. So kam es, dass ein Mädchen aus Ziegenbach beim Spinnen die Zeit vergaß und es bereits Nacht geworden war. Zwei Jungen aus Wüstenfelden boten ihr an, sie durch den Wald nach Hause zu begleiten. Am nächsten Tag fand man die Leiche des Mädchens und der Wald wurde fortan Mordgrund genannt.